# Кіборг

Напівлюдина, напівмашина. Зображення, згенероване штучним інтелектом Midjourney

Кі́борг (скорочення від «кібернетичний організм») — біологічний організм, що містить механічні та електронні компоненти, котрі замінюють його органи й частини тіла, або доповнюють їх. 
У науковій фантастиці, зокрема, кіберпанку, — фантастична істота, напівлюдина-напівмашина, рідше напів-тварина. Вперше термін ужили Манфред Клайнз і Натан Клайн 1960 року в статті про переваги саморегульованої механічної системи в космосі. Процес перетворення на кіборга називається кіборгізацією. 
В біохакінгу є течія людей, «гриндери», які вживляють собі різноманітні чіпи.

## Характеристики кіборга

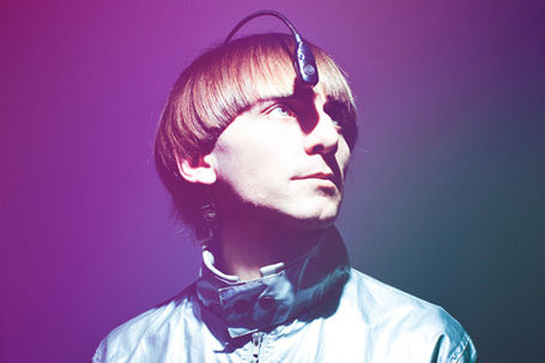
Ніл Гарбінсон, чиє сприйняття кольору було виправлено та розширено завдяки імплантату

Кіборгом може вважатися істота, органи та частини тіла якої замінено механічними і/або електронними аналогами, або до яких додаються нові штучні органи. Основні особливості кіборга — це наявність двох якісно різних середовищ живої та неживої матерії, і межі між ними. Окремо виділяється «біокіборгізація», що полягає в нових методах керування живою матерією шляхом штучного введення до організму нових клітин, хромосом або тканин. Альтернатива кіборгізації — заміна органів на штучно вирощені чи надруковані.
Два основних напрями кіборгізації — це відновлення втраченого функціоналу організму та розширення функціоналу організму здорового. Штучні органи й частини тіла надають низку переваг: можливість заміняти їх в разі пошкодження чи втрати аналогами, можливо більш надійними; штучні органи й частини тіла легко замінювані; вони можуть дублювати функції природних, підвищуючи надійність організму в цілому.
Хоча в масовій культурі процес кіборгізації людини зазвичай розглядається в футурологічному та науково-фантастичному контексті, можна сказати, що виду Homo sapiens взагалі притаманна інтеграція неживої матерії до свого організму. Знаряддя праці продовжують тіло людини, техніка по суті є проєкцією людини: одяг — проєкція шкіри, молоток — проєкція кулака, каструля — органопроєкція шлунку тощо. З часом проявляється тенденція до заміни втрачених чи нефункціонуючих частин організму протезами.
Передбачається, що в майбутньому кіборгізація значно збільшить тривалість життя, допоможе лікувати чи запобігати багатьом хворобам, наділить відсутніми від природи можливостями, та дозволить людині постійно жити в недоступних поки що умовах, наприклад, в космосі та на інших планетах. Припускається, що фінальним етапом кіборгізації буде заміна всього тіла, за винятком головного мозку.
Основною проблемою для кіборгізації є точність зчитування нервових сигналів, якими керується відповідний орган. Також вагомими перепонами є захист від інфекцій в ході імплантації та функціонування штучних органів, їх відторгнення імунною системою.

## Історія

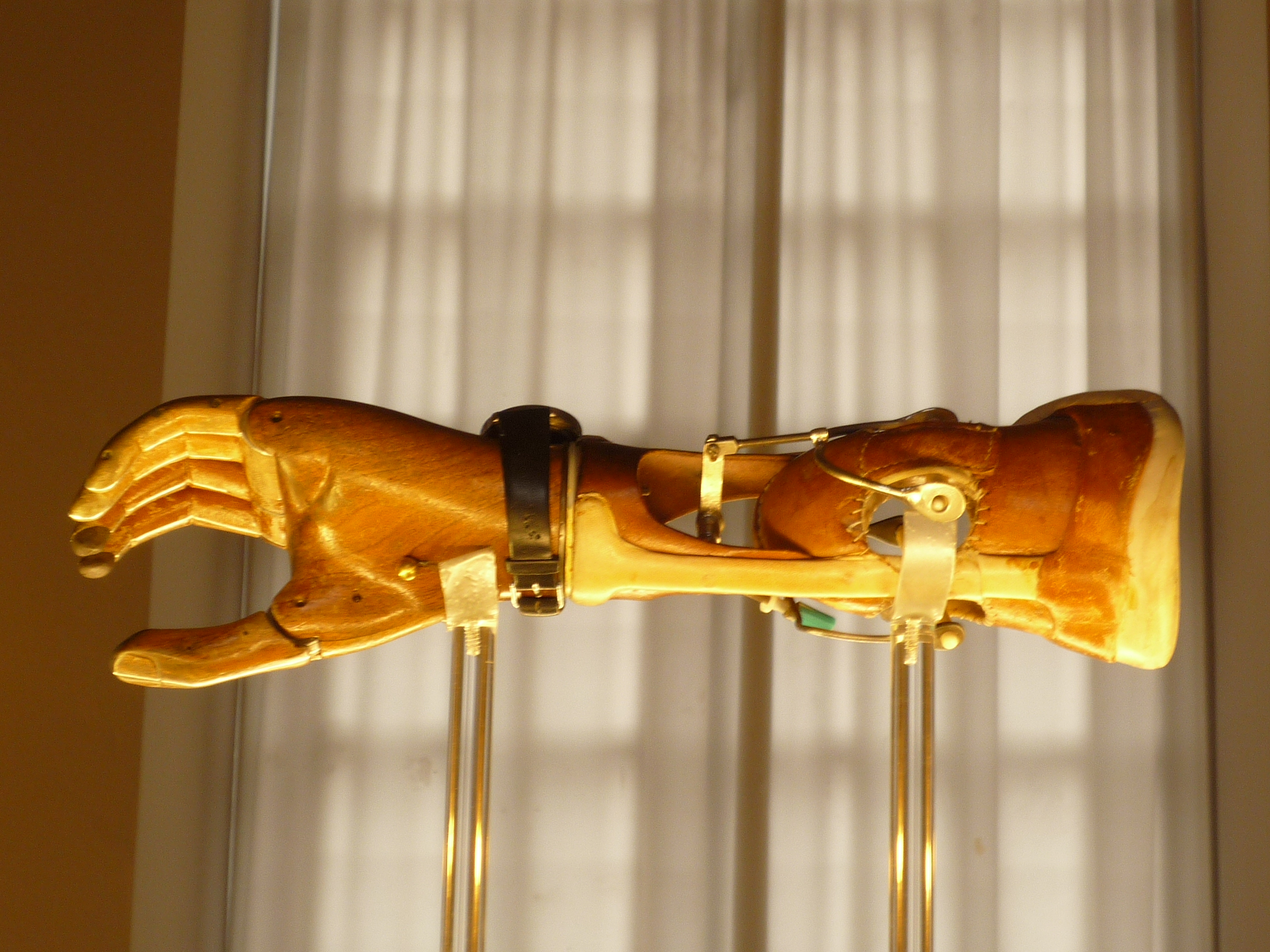
Протез руки дизайну Фердинанда Зауербруха

Термін «кіборг» запровадили інженер Манфред Є. Клайнз і психолог Натан С. Клайн в 1960 році в межах їхньої концепції розширення можливостей людини для виживання поза Землею. Джеймс Літта придумав термін «кіборгізація» для опису процесу перетворення в кіборга. Втім, заміна втрачених частин тіла шляхом протезування відома ще з давнини. Так, найдавніший протез зуба, знайдений у Китаї, датується 2000 років до н. е. Найдавніший знайдений протез кінцівки — це дерев'яний замінник великого пальця ноги 950—710 років до н. е. зі Стародавнього Єгипту. За античності та середньовіччя протези виконували радше естетичну функцію, приховуючи каліцтва, і виготовлялися з дерева й металів. З XVI століття в Європі поширюються протези рук, що з допомогою пружин і ремінців дозволяли стискати предмети, задіюючи для цього вцілілі м'язи. Всі такі протези були знімними та кріпилися до тіла ременями (протези кінцівок) чи вкладалися в природні вигини (протези зубів, естетичні замінники очей). В XIX столітті з'являються протези з шарнірними суглобами, що розгинаються, забезпечуючи, наприклад, більш звичну ходу. До середини XX століття прогрес у протезуванні полягав головним чином у використанні нових матеріалів і зменшенні травмування організму їх механічними компонентами.
З 1930-х на тваринах випробовувалися кардіостимулятори, а операції з їх вживлення людям почалися з 1958 року. Розробка штучного серця розпочалася в 1930-х, але вперше імплантовано людині його було тільки в 1969. В 1965 було імплантовано перший титановий зубний імплантат. У 1978 Вільям Добелл досягнув формування простих візуальних образів у мозку шляхом дії на його кору імплантованих електродів.
У феміністських концепціях Донни Харавай кіборг слугує метафорою істоти, вільної від природних, а також нав'язаних культурою, традицією, політикою суперечностей. Синтетична істота, кіборг, здатна сама визначати свою належність до тієї чи іншої групи. Зокрема ці погляди викладені в «Манфіесті Кіборга» (1985).

У 1987 вперше було вживлено штучне серце, призначене замінити хворе назавжди, а не тимчасово. У 1997 Філіп Кеннеді наділив паралізованого пацієнта здатністю друкувати на комп'ютері повідомлення зусиллям думки за посередництва вживлених електродів.

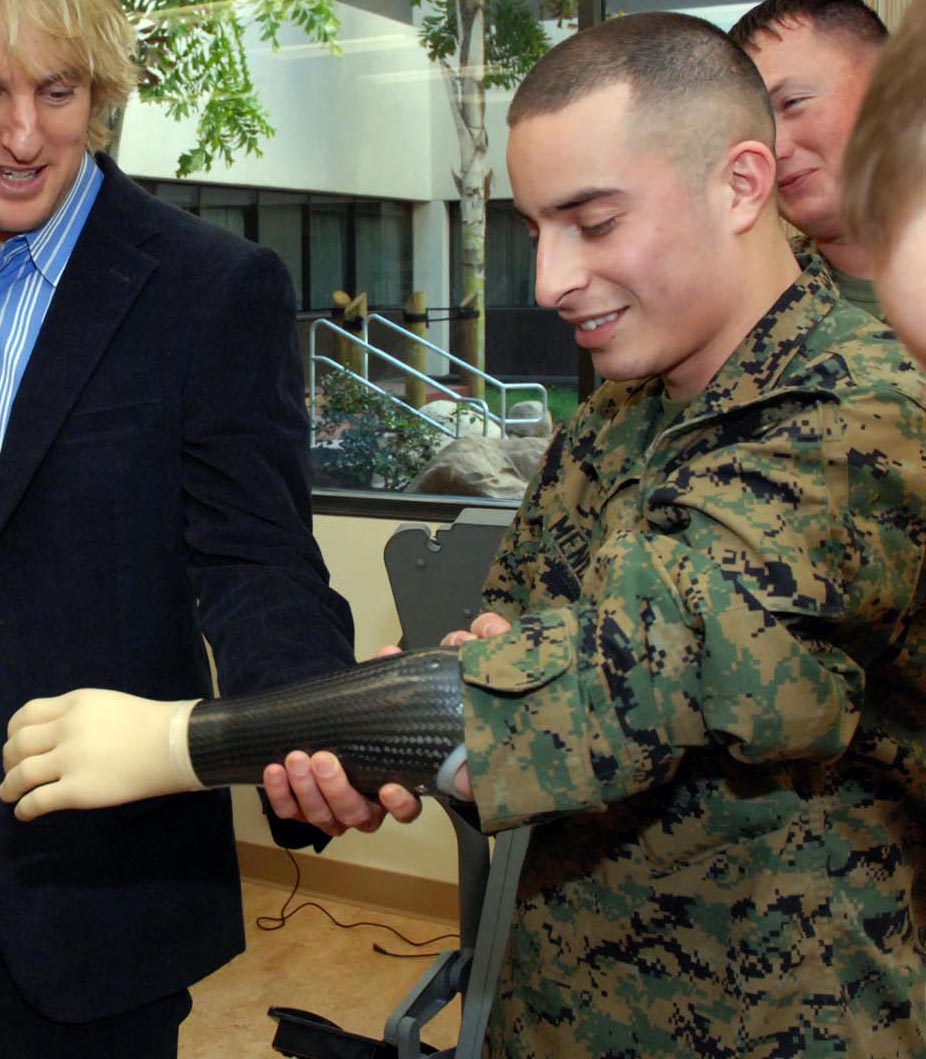
Солдат з протезом руки

Массачусетський технологічний інститут у 2000 році здійснив успішний експеримент з мавпою, що керувала маніпулятором через електроди. Через два роки Вільям Добелл частково повернув осліплому пацієнту зір. Той зміг бачити зображення, що передавалося в мозок з зовнішньої відеокамери. Паралельно Кевін Ворвік домігся керування маніпулятором з допомогою вживлених до власного мозку електродів, а також проводив експерименти з передачі власних тактильних відчуттів своїй дружині.
У 2010 р. Cyborg Foundation стала першою міжнародною організацією у світі, присвяченою, щоб допомогти людям стати кіборгами. Фонд створений кіборгом Нілом Гарбіссоном і Муном Рібасом як відповідь на зростаючу кількість листів і повідомлень електронної пошти, отриманих від людей з усього світу, хто хоче стати кіборгом. Основними цілями Фонду є розширення людських відчуттів і здібностей за допомогою створення та застосування кібернетичних розширень до тіла, з метою сприяння використанню кібернетики в культурних заходах і захисту прав кіборгів. У 2010 р. фонд, заснований у Матаро (Барселона), став абсолютним переможцем Cre@tic Awards, організований Tecnocampus Mataró.
На нинішньому етапі науково-технічного розвитку кіборгізація найбільше виражена як протезування за чотирма категоріями: кінцівки (цілком, або їх окремі частини — пальці, кістки, суглоби), шкіра та м'які тканини (жир), внутрішні органи (серце, судини, нирки, підшлункова залоза) і органи чуття (зору, слуху). Сучасні протези виготовляються з кераміки, металів або синтетичних полімерів і доволі поширені. Так, щороку в світі протезується близько 400 тис. суглобів пальців, 250 тис. стегнових і 100 тис. колінних суглобів, які функціонально майже не поступаються природним, за винятком зношуваності з часом. З 2010-х поширюються протези рук, поєднані з нервами та м'язами електродами, завдяки чому людина може досить точно керувати як стисканням всієї долоні, так і рухами окремих пальців. Такі протези забезпечують дрібну моторику, з ними людина може виконувати такі дії, як зав'язувати шнурківки чи набирати текст на клавіатурі. Імплатновані в кістку щелепи штифти дозволяють встановлювати функціонально ідентичні природним метало-керамічні зуби, як одиничні, так і весь набір. Щорічно встановлюється близько 450 тис. таких імплантатів. Штучна шкіра забезпечує захисну функцію, проте не здатна замінити природну, тому створюється тимчасово до того, як відновиться пошкоджений природний шкірний покрив. Поширені силіконові імплантати, котрі не лише замінюють втрачений підшкірний жир, а й застосовуються з естетичною метою для створення бажаного вигляду. До прикладу, щороку імплантується 200 тис. грудних протезів. Доволі поширені кардіостимулятори, котрих щороку встановлюється близько 100 тис., і штучні серцеві клапани — близько 30 тис. імплантацій на рік, а також протези судин (вен, артерій) — до 200 тис. імплантацій. Як зовнішні пристрої існують штучні нирки й легені, їхні розміри та потреба в обслуговуванні не дозволяють поки що зробити їх імплантованими. З полімерів виготовляються замінники частин ока, зокрема кришталика, щороку відбувається до 600 тис. операцій з їх встановлення. Як протези розглядаються і зовнішні контактні лінзи, котрі носять кілька мільйонів людей по світу. Можливе відновлення слуху з допомогою зовнішнього слухового апарата.
Інший напрям сучасної кіборгізації — це біохакінг, який полягає у збільшенні контролю над власним організмом і наділення його новими можливостями понад природні. Головним чином кіборгізація в рамках біохакінгу полягає в імплантації (часто самостійній) під шкіру чипів, які дозволяють безконтактно взаємодіяти з електронікою. Наприклад, відкривати електронні замки, керувати побутовою технікою, знімати показники стану організму. Біохакінг в такому вигляді зародився наприкінці 1990-х і з середини 2000-х активно розвивається.

## Кіборги в масовій культурі

Кіборг у фільмі «Робокоп» (2014)

У 1843 році Едгар По описав у оповіданні «Чоловік, якого було розтрачено» генерала, що зазнав украй важких каліцтв, але завдяки протезам вів повноцінне життя та виглядав навіть гарніше за пересічних людей. У 1911 Жан де ля  Ір вперше представив свого персонажа Нікталопа — чоловіка зі штучним серцем та здатністю бачити в темряві. У повісті Кетрін Люсіль Мур «Немає жінки прекраснішої» (1944) танцівниця ледь не гине у вогні, тож її знівечене тіло замінюється прекрасним механічним. У книзі «Голова професора Доуеля» (1937) Романа Бєляєва голова вченого штучно підтримувалась живою після смерті тіла з допомогою систем життєзабезпечення. Едмонд Гамільтон в «Капітан Фьючер приходить на допомогу» (1940) описав уже сам мозок, що живе в живильному розчині та сприймає світ завдяки зовнішнім пристроям.
Інтерес до кіборгів зріс після Другої світової війни з огляду на зрослу кількість реальних людей з протезами та розвиток технологій, що підвів до питання де пролягає межа між людиною та машинною. Фантастичний роман Мартіна Кайдіна «Кіборг» (1972) описує історію людини, пошкоджені органи якого замінюються механічними приладами. Роман був адаптований у телевізійний серіал «Шестимільйонна людина» в 1973. Оповідання Айзека Азімова «Двохсотлітня людина» (1976) досліджує концепції кібернетики. Центральний персонаж — робот, який модифікує себе за допомогою біологічних компонентів. Його дослідження ведуть до прориву в медицині у області штучних органів і протезів. До кінця історії не залишається значних відмінностей між тілом робота і людини (крім основного компонента — мозку). В 1980-90-і в фантастиці піднімають питання чи не стане кіборгізація засобом маніпуляції людиною. Так, у фільмі Рідлі Скотта «Той, що біжить по лезу» (1982), можна вживити людську пам'ять роботу і різниця між роботом, кіборгом і людиною лишається суто термінологічною. Фільм «Робот-поліцейський» (1987) описує перетворення людини-кіборга на власність корпорації. В манзі та аніме «Привид в латах» (1995) головна героїня підозрює, що вона — робот, якому вживили помилкові людські спогади. У романі Ніла Стівенсона «Снігопад» (1992) описується виробництво поліцейських собак-кіборгів.
Кіборги поширені в фантастичних медіафраншизах «Зоряні війни» (таким зокрема є Дарт Вейдер і генерал Грівус) та «Зоряний шлях». В останній є яскравий приклад злих кіборгів — цивілізації борґів, яка шляхом кіборгізації підкорює собі нові види життя. В франшизі «Доктор Хто» кіборги також переважно злі — кіберлюди й далеки.
У книзі «Рібофанк» (1996) Пола Ді Філіппо наводиться ідея, що альтернативу кіборгам у майбутньому можуть скласти трансгени — генетично модифіковані люди. У Брюса Стерлінга як альтернативні кіборги фігурують «омари» — люди з незнімними скафандрами, а між кіборгами і трансгенами йдуть війни.
Персонажі-кіборги поширені у відеоіграх. Зокрема, за кіборгів належить грати в іграх серії Deus Ex, Bionic Commando. Персонажі-кіборги входять до кола головних персонажів у іграх серій Mortal Kombat, Metal Gear, Mass Effect, Halo. Вони поширені як вороги, наприклад, в серіях Quake, Half-Life.
В радянській, зокрема й українській радянській фантастиці, часто фігурують «кібери» — найчастіше це людиноподібні роботи або синтетичні істоти «біокібери».  В деяких авторів слово «кібер» є синонімом слова «робот» узагалі. Наприклад, у «Довічні муки пекла» (1974) Миколи Дашкієва, «Дьондюранг» (1976) і «Посмішка кібера» (1987) Олександра Тесленка, «Ауретина» (1982) Андрія Дмитрука. Тема кіборгів у традиційнішому розумінні (сигомів, людей із синтетичним тілом) була провідною в Ігоря Росохватського, зустрічається в «Листах з пекла» (1981) Віктора Савченка.
З вересня 2014 року в українських засобах масової інформації та соціальних мережах поширюється вживання терміну кіборги як назви українських вояків — захисників донецького аеропорту під час війни на сході України, за їхню стійкість. Слово «кіборги» у значенні «захисники донецького аеропорту» було назване словом 2014 року за версією словника сучасної української мови та сленгу «Мислово».